# Manettia lindenii
Manettia lindenii är en måreväxtart som beskrevs av Thomas Archibald Sprague. Manettia lindenii ingår i släktet Manettia och familjen måreväxter. Inga underarter finns listade i Catalogue of Life.